# Pitszai lelet

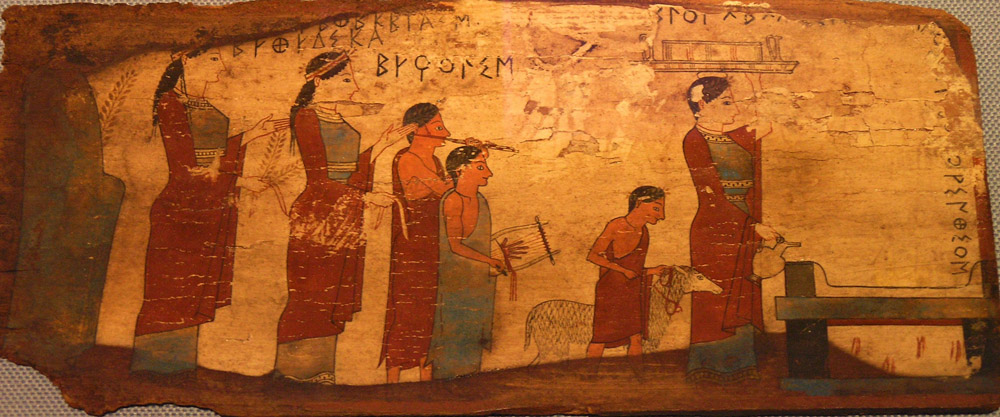
Az egyik táblakép

A pitszai lelet fa pinax, azaz fogadalmi ajándék; a görögországi Korinthosz közelében talált fatáblákra festett műtárgyegyüttes. A leletek az ókori görög táblafestészet legkorábbi fennmaradt emlékei. 

## Lelőhelye
A négy fatáblát, pinaxot, melyek közül kettő meglehetősen töredékes, 1934-ben fedezték fel egy Korinthosztól 50 km-re fekvő barlangban Pitsza közelében. Stílusjegyeik alapján keletkezésüket i. e. 540–530 közé, azaz a poliszok korára teszik.

## Festési módszer
A táblák alapja vékony falap, melyet stukkószerű bevonattal láttak el, erre vitték fel az ásványi pigmentet tartalmazó festéket. A színek meglepően jól megőrizték élénkségüket. A festők csak nyolcféle színt alkalmaztak (fekete, fehér, vörös, zöld, sárga, bíbor és barna) árnyékhatás vagy színátmenet nélkül. Valószínűleg először a fekete kontúrvonalakat rajzolták meg, majd ezeket töltötték ki a színekkel. 

## Motívumok
A táblákon a nimfakultuszhoz kapcsolódó jelenetek láthatók. A két csaknem teljesen fennmaradt tábla egyikén áldozatot mutatnak be a nimfáknak. A képeken chitonba és peploszba öltözött nők állnak a kép jobb oldalán látható oltár előtt, mellettük lantot és auloszt tartó zenészek. Az oltár közelében álló alak kancsóból áldozati italt önt. A mögötte álló alacsony személy, valószínűleg egy rabszolga egy áldozati bárányt vezet. A korinthoszi betűkkel írt felirat két nőnek, Euthüdikának és Eukolisznak ajánlja a táblát vagy az áldozatot. 
A másik jó állapotban fennmaradt táblán, melyen három egymást átfedő nőalak – talán maguk a nimfák – láthatók, szintén a nimfáknak szóló ajánlás olvasható.

## Rendeltetése
A táblák az ókori görög vidéki nimfakultuszhoz kapcsolódó fogadalmi felajánlások. Stílusjegyeiket és kivitelezésüket tekintve valószínűleg az akkori idők gyengébb minőségű táblafestményei közé tartoztak. Más görög szentélyekben (például Epidaurosz) elhelyezett fogadalmi felajánlásokra tett utalásokból az a következtetés vonható le, hogy a pitszai táblák az alacsonyabb rangú, szegényebb társadalmi réteg fogadalmi felajánlásai voltak. Az ilyen fogadalmi felajánlások feltehetően sokkal nagyobb számban keletkeztek, de mivel a gazdagabb társadalmi rétegek kőből, bronzból, drágakőből készült felajánlásaival szemben nem tartós anyagokból készültek, csaknem teljesen eltűntek a régészet számára.

## Jelentősége
A fennmaradt ókori festések többsége vagy freskó- vagy vázakép. Ismert tény, hogy a táblaképeket sokkal többre tartották, de csak nagyon kevés marad fenn az utókor számára. Az ókori táblafestészet legismertebb példái, a fájjúmi múmiaportrék és a Severus-dinasztia családi tondója az ókori Rómából származnak. A pitszai táblák – melyek valószínűleg a barlangban uralkodó különös klimatikus állapotnak köszönhetően maradtak meg – a festészeti technika legkorábbi emlékei. Mivel a táblák a római kor előtti időkből származó egyetlen leletek, gyakorlatilag ezek jelentik egy teljes művészi irányzat összes bizonyítékát. Talán nem véletlen egybeesés, hogy az ókori görögök szerint a táblafestészetet a Pitszától nem messze fekvő Sziküónban találták fel.

## Fordítás
- Ez a szócikk részben vagy egészben  a   Pitsa panels című angol Wikipédia-szócikk fordításán alapul.  Az eredeti cikk szerkesztőit annak laptörténete sorolja fel. Ez a jelzés csupán a megfogalmazás eredetét és a szerzői jogokat jelzi, nem szolgál a cikkben szereplő információk forrásmegjelöléseként.